# Paula Gürth
Paula Gürth (* 18. Oktober 1908 in Kukan, Bezirk Gablonz an der Neiße; † 22. Juli 1974 in Potsdam) war eine deutsche Politikerin (SED) und Frauenfunktionärin. Sie war Bürgermeisterin von Luckenwalde, Abgeordnete des Bezirkstages Potsdam sowie Vorsitzende des Bezirksvorstandes Potsdam und Präsidiumsmitglied des Bundesvorstandes des Demokratischen Frauenbundes Deutschlands (DFD).

## Leben
Gürth trat 1928 dem Arbeiterturnverein „Fels“ und 1930 der Kommunistischen Partei der Tschechoslowakei bei. Nach der Besetzung des Sudetenlandes durch deutsche Truppen gehörte sie einer Widerstandsgruppe an. Gürth wurde 1938 sowie 1940 verhaftet und unter Polizeiaufsicht gestellt. 
1945 übersiedelte Gürth nach Luckenwalde und arbeitete dort zunächst als Weberin im Wolltuchwerk. Sie trat 1945 der Kommunistischen Partei Deutschlands bei und wurde 1946 Mitglied der Sozialistischen Einheitspartei Deutschlands (SED). 1948 wurde sie Mitarbeiterin der SED-Kreisleitung Luckenwalde und 1949 Vorsitzende der Kreisparteikontrollkommission (KPKK). 1950 wurde sie zur Bürgermeisterin der Stadt Luckenwalde gewählt. 1952 erfolgte ihre Wahl zur Vorsitzenden des Rates des Kreises Luckenwalde. Von 1953 bis 1967 fungierte Gürth als Vorsitzende des Bezirksvorstandes Potsdam des DFD. Von 1964 bis 1975 war sie auch Mitglied des Präsidiums des DFD-Bundesvorstandes. 
Von 1954 bis 1971 war Gürth Abgeordnete des Bezirkstages Potsdam und gehörte von 1964 bis 1975 als Mitglied der SED-Bezirksleitung Potsdam an. Nach ihrer Invalidisierung 1967 engagierte sie sich aktiv in der Kommission Gesundheitswesen des Bezirkstages Potsdam.

## Auszeichnungen und Ehrungen
- Vaterländischer Verdienstorden in Bronze (1959) und in Silber (1968)
- Clara-Zetkin-Medaille
- Nach Paula Gürth waren in Potsdam eine Polytechnische Oberschule (heutige Theodor-Fontane-Oberschule) sowie von 1979 bis 1992 eine Straße (heute: Ginsterweg) benannt.